# Курсор
Курсори (графички) су места означена стрелицом или неким другим карактером који показују где ће се следећи улазни податак или слово појавити на екрану. 
Код оперативних система са командном линијом се одмах иза знака спремности (промпт) види трепћућа доња црта или код неких командних интерпретера пун блок. Следеће укуцано слово се појављује на месту где стоји курсор, а курсор се помера за једно место удесно.
Код едитора и других програма за унос текста се курсор налази на месту где ће се појавити следеће укуцано слово. Обично се код ових програма курсор појављује у облику усправне црте која се мишем или курсорским тастерима може померати дуж текста.
Курсори (меморијски) су делови рачунарске издвојене меморије (инстанце) где се врши обрада редова из збирке резултата. Могло би да се објасни и као структура која означава резултат враћен после извршавања SQL (Structured Querry Language) Select исказа. Једна од променљивих је показивач ка следећем податку који треба да буде обрађен (fetched) у резултату исказа.